# Семёновка (Бурейский район)
В Амурской области в Свободненском районе тоже есть село Семёновка.
Семёновка — село в Бурейском районе Амурской области России. Входит в состав Родионовского сельсовета.

## География
Дорога к селу Семёновка идёт на северо-восток от автотрассы «Амур» в селе Родионовка.
Расстояние до административного центра Родионовского сельсовета села Родионовка — 8 км.
Расстояние до районного центра посёлка Новобурейский — 38 км (через Родионовку, в восточном направлении по автотрассе «Амур»).
На северо-восток от села Семёновка идёт дорога к селу Трёхречье.

## Население
| 2002 | 2010 | 2012 | 2013 | 2014 | 2015 | 2016 |
| ---- | ---- | ---- | ---- | ---- | ---- | ---- |
| 126  | ↘102 | ↘99  | ↘91  | →91  | ↗94  | ↗97  |
| 2017 | 2018 |      |      |      |      |      |
| ↘94  | ↘92  |      |      |      |      |      |

## Улицы
- ул. Верхняя,
- ул. Низовая,
- ул. Новая.